# Ján Kadár
Ján Kadár (Budapest, 1918. április 1. – Los Angeles, 1979. június 1.) Oscar-díjas zsidó, szlovák filmrendező, a csehszlovák új hullám egyik kiemelkedő alakja.

## Filmjei
- 1949: Katka
- 1952: Únos (Emberrablók), Elmar Klosszal
- 1955: Hudba z Marsu (Zene a Marsról), Elmar Klosszal
- 1957: Tam na konečné (Ott a végállomáson), Elmar Klosszal
- 1958: Tři přání (Három kívánság), Elmar Klosszal
- 1963: Smrt si říká Engelchen (A halál neve Engelchen), Elmar Klosszal
- 1964: Obžalovaný (Vádlott), Elmar Klosszal
- 1965: Obchod na korze (Üzlet a korzón), Oscar-díj
- 1969: Touha zvaná Anada (A vágy, amit Anada-nak hívnak), Elmar Klosszal
- 1970: The Angel Levine [Levine, az angyal], USA
- 1975: Lies My Father Told Me (Ahogy én láttam), Kanada